# Jessie MacLean
Jessie MacLean, née le 17 octobre 1985 à Ballarat, est une coureuse cycliste australienne.

## Palmarès sur route
- 2007
  - Rochester Twilight Criterium
- 2008
  - 6e étape de International Cycling Classic
- 2009
  - Tour of America's Dairyland
- 2014
  -  Médaillée d'argent au championnat du monde du contre-la-montre par équipes

## Palmarès sur piste

### Championnats internationaux
- 2003
  -  Championne du monde de poursuite juniors

### Championnats d'Australie
- 2004
  - 3e de la vitesse par équipes
- 2005
  - 3e de la vitesse par équipes
- 2008
  - 2e du scratch